# 548
548 foi um ano bissexto do século VI que teve início a uma quarta-feira e terminou a uma quinta-feira, segundo o Calendário Juliano. as suas letras dominicais foram E e D
| Ano completo                           |
| -------------------------------------- |
| Ano bissexto com início à quarta-feira |

## Mortes
- Têudis, rei visigodo